# Time Squad
Time Squad (Escuadrón del tiempo en Hispanoamérica y La brigada temporal en España) es una serie animada estadounidense creada por Dave Wasson, para Cartoon Network, quien también se desempeñaba como director de la serie de Disney The Buzz on Maggie.
La serie se estrenó durante el bloque maratoniano "Cartoon Cartoon Cartoon Summer" de Cartoon Network el 8 de junio de 2001 en Estados Unidos, y terminó después de dos temporadas el 26 de noviembre de 2003, con un total de 26 episodios. En el curso de su carrera, la serie recibió cinco nominaciones a los Premios Annie. El creador Dave Wasson describió la serie como "una guía de la historia para el estudiante C". También es la última serie original de Cartoon Network que se estrenará durante el mandato de Betty Cohen, ya que más tarde renunció debido a desacuerdos creativos con Jamie Kellner, entonces jefe de Turner Broadcasting System.
La serie también marcó como la primera serie original de Cartoon Network producida íntegramente por Cartoon Network Studios, que ya no es una división de Hanna-Barbera tras la muerte de William Hanna en 2001. El programa también comenzó a emitirse en el bloque Teletoon Detour de Canadá en 2002. El programa presenta música de Michael Tavera, quien luego haría música para ¡Mucha lucha!, Lilo y Stitch: La Serie, Yin Yang Yo! y Los sábados secretos.

## Historia
El espectáculo se desarrolla en el año 100,000,000 AD, en un satélite que orbita la Tierra. Esta Tierra futura nunca se visita directamente, aunque se menciona en el diálogo como una utopía pacífica donde ya no hay ningún problema que resolver. Todas las naciones del mundo se han unido en una sola, y según Tuddrussel, "no hay guerras ni contaminación, y el tocino no perjudica al corazón".
A pesar de esta alegre visión del futuro, la estación espacial en la que viven los personajes y desde la que viajan al pasado es notablemente distópica. Cuenta con un campo de tiro, un terrario y una prisión para los reincidentes, pero está húmedo, desactualizado (por el momento) e impuro. En su mayoría, esto parece depender del oficial Buck Tuddrussel (Rob Paulsen), un soltero perenne desaliñado e inmaduro, que sin embargo es el oficial de mayor rango de la estación.
El único otro miembro oficial de la unidad de Buck es Larry 3000 (Mark Hamill), un robot traductor y ex diplomático que quedó más o menos obsoleto cuando todas las naciones del mundo se fusionaron. El machismo sin sentido de Buck choca con las sensaciones efímeras de Larry, y los dos discuten terriblemente. Sumado a esto, el hecho de que ninguno de ellos tenga un gran conocimiento de la historia, formaron un equipo bastante pobre.
Sin embargo, cuando se encuentran con Otto Osworth (Pamela Adlon), un niño de 8 años que resulta ser un huérfano del siglo XXI, es rápidamente reclutado y agregado al equipo. Se demuestra que Otto es el único en el equipo con entusiasmo o competencia para el trabajo. El problema es que ninguno de los otros dos está particularmente dispuesto a escuchar sus consejos, y con frecuencia debe recurrir a los trucos para asegurarse de que la misión esté completa.
La organización del Time Squad está conformada con el objetivo de preservar el pasado para proteger el futuro. Según Larry 3000, "el tiempo es como una cuerda" y, como se teje en un extremo, envejece y se deshace gradualmente y se deshilacha en el otro. En el contexto del espectáculo, esto a menudo significa que las figuras históricas han hecho elecciones diferentes, a veces anacrónicas, en la vida (ver libre albedrío), y como tales no podrán cumplir el papel que la historia dice que cumplieron (por ejemplo, Henry Ford no inventa la línea de ensamblaje de automóviles debido a la hostilidad constante de las aves dodo, que nunca se extinguieron). 
Según el creador Dave Wasson, "Empezamos por saber básicamente lo que hizo un hombre en la historia, luego descubrimos que la forma más extravagante en la que podía salir mal"
Durante sus aventuras, se encuentran con grandes figuras históricas como Julio César, Abraham Lincoln, Sigmund Freud, Leonardo da Vinci, los Padres Fundadores de los Estados Unidos y Moctezuma, quienes han tomado un curso de vida drásticamente diferente al que dicta la historia. Cada vez que en algún punto de la historia algo no anda como debería, el escuadrón está en función de arreglar dicho desperfecto, Larry tiene en el brazo izquierdo un brazalete que los transporta a diferentes épocas de la historia, asegurándose de que ésta deba transcurrir en la forma correcta.

## Personajes
- Otto Osworth (Otto Lino en Latinoamérica): Es un niño huérfano de ocho años, es la cabeza del grupo y le fascina la historia. Es el que sabe cómo debe ir la historia para que el equipo haga las correcciones. A pesar de ser un ratón de biblioteca, su comportamiento está lejos de ser aburrido; es tan infantil y jocoso como cualquier niño normal de ocho años. Aunque es el más joven, también es el más responsable del escuadrón, siendo el único lo suficientemente puro como para no dejarse engañar por las tentaciones. Dependiendo de con quién se ponga del lado, puede volverse ruidoso y destructivo (cuando Tuddrussel lo acompaña) o ser calmado (cuando está de acuerdo con Larry). No se sabe qué pasó con los padres de Otto.

- Oficial Beauregard Tuddrussel (Brito Belardo en Latinoamérica): También conocido como "Buck", es un hombre de acción, muy testarudo y de pocas palabras. Le gusta usar la violencia para resolver los problemas y muchas veces sin resultado o complicando aún más la situación, su segundo nombre es Brutal (Larry creía que era "Porky"). Es originario del territorio "que solía ser Texas antes de que todo el planeta se unificara en una sola nación sin países ni estados ni nada". Estuvo casado con una oficial del Time Squad llamada Sheila Sternwell, pero tiempo después se divorciaron. Tuddrussel tiene una debilidad por Otto, al que sirve de figura paterna. Esto incluye enseñarle a andar en bicicleta, pescar, acampar y jugar (aunque Otto a menudo sufre daños involuntarios en el proceso). Como juego, él pretende ser un superhéroe con Otto, y es el Hombre del Futuro del Sidekick Boy de este último. Se ha demostrado que Buck tiene problemas complejos de desarrollo, como una auto imagen inflada, problemas de control de la ira y problemas de relaciones. Su intelecto parece fluctuar dependiendo de la situación, ya que ha expresado conocimiento científico e histórico de vez en cuando. Según el Dr. Freud, sufre de un super ego sobre-activo, lo que le obliga a imponer su voluntad a quienes lo rodean. La exesposa de Tuddrussel, Sheila, ha afirmado que el frágil ego masculino está frenando al hombre, y que no se ha desarrollado mentalmente desde la primera infancia.

- Lawrence 3000: También conocido como L-3000 o simplemente "Larry", es un robot de última tecnología, tiene sentimientos humanos y es sutilmente retratado con comportamientos e intereses afeminado en ocasiones, le gusta el rosado y vestirse en algunas ocasiones como mujer. Pretende conseguir los objetivos con el mínimo de violencia aunque no sea lo recomendable. Originalmente fue programado en modales, cultura y en todos los idiomas para uso en negociaciones diplomáticas, pero cuando todos los gobiernos de la tierra se convirtieron en una sola nación en armonía sus servicios como embajador fueron obsoletos y entonces fue reasignado al Time Squad. Es un robot gruñón y el único residente calificado a bordo para manejar la computadora. Es su trabajo asegurarse de que el escuadrón termine en el momento y lugar correctos. Además, para su humillación, está a cargo de limpiar el satélite y todos los problemas que su unidad crea para él. Inusualmente, es extremadamente dramático y abierto en mostrar sus emociones mientras sigue siendo el más astuto del trío. Para Otto, ha sido repetidamente representado como una figura materna. Larry se enorgullece de ser culto. Es experto en pintura, costura, patinaje artístico, violonchelo, baile, cocina y literatura. Puede hablar todos los idiomas conocidos y entiende las habilidades diplomáticas como los modales y la clase. Como Larry es un robot, tiene algunas herramientas útiles. Utiliza la computadora capaz de viajar en el tiempo en su brazo con mayor frecuencia, pero también tiene miembros desmontables, radio incorporada, impresora, cámara, linterna y visión microscópica. Aunque es robótico, es capaz de muchos rasgos humanos, incluida la capacidad de oler, soñar y sentir emociones. También es capaz de beber líquidos como el aceite. Carece de tecnologías avanzadas en comparación con Lance 9 Trillion o XJ5, quién a menudo se burla de él cada vez que se encuentran.

- Sheila Sternwell: Una teniente dentro de las filas del escuadrón del tiempo, Sheila es una mujer sensata que toma su trabajo muy en serio. Es la exesposa de Tuddrussel y deja claro que, si bien se arrepiente de haber cometido el error de casarse con él en primer lugar, y puede ser un poco amargada con él, en realidad no se resiente con él y aún hace su trabajo y ayuda a Tuddrussel y su unidad cuando sea necesario. Incluso parece ir muy lejos al no descartar a Buck y Larry por Otto, y otros errores que debería estar informando. Sheila es eficiente, conocedora y tiene experiencia en su trabajo. Su seriedad y naturaleza trabajadora la movieron en las filas de Time Squad de oficial a teniente (aunque ella considera que esta posición no es impresionante ya que implica más papeleo).  A pesar de su actitud estricta, Sheila dobla un poco las reglas, especialmente cuando se trata de Otto. En cada una de sus tres apariciones, ella elige mantener a Otto fuera de su informe por su bien, ya que Buck y Larry lo secuestraron técnicamente. En "Kubla Khan't", muestra su indulgencia cuando le dice a Belardo que "pensará" en mantener los detalles sobre su pistola láser fuera de su informe, a pesar de que comprometió completamente la misión.

- XJ5: Un robot avanzado que está más calificado para el trabajo de un policía del tiempo que Larry, y le encanta frotarlo. Al trabajar con la Oficial Sternwell, XJ5 brinda ayuda y orientación reales sobre las misiones. XJ5 y Sheila tienen una fuerte relación de trabajo, a diferencia de Larry y Tuddrussel. XJ5 se basa en el liderazgo y la planificación de Sheila, mientras que ella se basa en sus diferentes habilidades, como su visión de rayos X. Mientras que Larry es muy emocional, XJ5 es muy tranquilo y sereno, y no guarda mucho rencor contra él. Sin embargo, al mismo tiempo, XJ5 suele mostrarse arrogante hacia Larry en términos de avances tecnológicos en los que a menudo presume sobre sus sistemas de alta tecnología en comparación con los sistemas robóticos de antigüedades de Larry cada vez que se encuentran cara a cara. XJ5 odia la idea de que Tuddrussel y Sheila estén juntos, probablemente una de las pocas cosas en las que Larry y él están de acuerdo. Larry y él dicen en "Kubla Khan't" que los dos deben haber sido idiotas para pensar que podría funcionar. Este sentimiento se muestra nuevamente en "Ex Marks the Spot" cuando XJ5 acepta ayudar a Larry a arruinar la comida entre Sheila y Buck.

- J. T. Láser: profesional y competente, J.T. es el mejor oficial de lo que Time Squad tiene para ofrecer; pero también es un imbécil arrogante que con gusto crea problemas para Tuddrussel y Larry

- Lance 9 Trillion (Lance 9 Trillones): Un robot de alta tecnología en Time Squad que proporciona al oficial más calificado. Lance es el compañero perfecto (desagradable) para J.T.

- Hermana Thornley (Hermana Púas en Latinoamérica): Es la antigua cuidadora de Otto y monja del orfanato en que se encontraba antes de ser "adoptado" por Larry y Tuddrussel. Otto tiene buenas razones para temerla, al igual que los otros niños que tiene. Obviamente, no le teme a la policía ni a nadie que la persiga, la hermana Thornley abusa libremente de los niños que se ponen a su cuidado, mientras que en el orfanato y aún más perturbador en público. Sus motivos son desesperadamente cuestionables, por ejemplo, hacer que los niños trabajen en condiciones horribles para ganar dinero rápidamente, o por qué tiene un problema con los libros de lectura de Otto (o cualquier otro niño que lea, por lo demás. Al parecer, tiene toda una política en contra de eso). Al final, Larry y Tuddrussel oficialmente llevan a Otto mucho a su consternación, pero para su alegría encuentra a otro niño genio al que puede abusar.

### Figuras históricas
| Abraham Lincoln             | Temporada 1 , Episodio 5A        | Edgar Allan Poe           | Temporada 1 , Episodio 9A                                         | John Adams              | Temporada 2 , Episodio 2B       | Paul Revere          | Temporada 2 , Episodio 10B                             |
| Al Capone                   | Temporada 2 , Episodio 3A        | Eduardo II de Inglaterra  | Temporada 1 , Episodio 14A                                        | John Hancock            | Temporada 1 , Episodios 6B y 9B | Philander Chase Knox | Temporada 2 , Episodio 6A                              |
| Albert Einstein             | Temporada 1 , Episodio 8A        | Barbanegra                | Temporada 1 , Episodio 5B y Temporada 2 , Episodio 5A             | John Montagu            | Temporada 1 , Episodio 13A      | Randolph McCoy       | Temporada 1 , Episodio 15B                             |
| Alfred Nobel                | Temporada 2 , Episodio 6B        | Eli Whitney               | Temporada 1 , Episodio 1A                                         | Karl Marx               | Temporada 2 , Episodio 2B       | Samuel Adams         | Temporada 1 , Episodios 6B y 9B                        |
| Amelia Earhart              | Temporada 2 , Episodio 4A        | Isabel I de Inglaterra    | Temporada 1 , Episodio 7B                                         | Josefina de Beauharnais | Temporada 1 , Episodio 2A       | Samuel Morse         | Temporada 2 , Episodio 8B                              |
| Annie Oakley                | Temporada 1 , Episodio 7B        | Franklin D. Roosevelt     | Temporada 2 , Episodio 6A                                         | Julio César             | Temporada 1 , Episodio 4A y 13B | Sergio Leone         | Temporada 2 , Episodio 9A                              |
| Antonio López de Santa Anna | Temporada 2 , Episodio 5B        | George Washington Carver  | Temporada 1 , Episodio 10B                                        | Príamo                  | Temporada 1 , Episodio 1B       | Sigmund Freud        | Temporada 1 , Episodio 3A y Temporada 2 , Episodio 10B |
| Atila                       | Temporada 2 , Episodio 1A        | George Patton             | Temporada 2 , Episodio 11A                                        | Kublai Kan              | Temporada 1 , Episodio 11A      | Sinón                | Temporada 1 , Episodio 1B                              |
| Benjamin Franklin           | Temporada 2 , Episodio 2B        | George W. Bush            | Temporada 2 , Episodio 11B                                        | Lady Godiva             | Temporada 1 , Episodio 7A       | Toro Sentado         | Temporada 1 , Episodio 14B                             |
| Benjamin Harrison           | Temporada 2 , Episodio 6A        | George Washington         | Temporada 1 , Episodios 7B , 9B , 15A y Temporada 2 , Episodio 9B | Leonardo da Vinci       | Temporada 1 , Episodio 3B       | Sócrates             | Temporada 2 , Episodio 5A                              |
| Betsy Ross                  | Temporada 1 , Episodio 9B        | Gengis Kan                | Temporada 1 , Episodio 7B                                         | Lizzie Borden           | Temporada 2 , Episodio 7A       | Sócrates             | Temporada 2 , Episodio 5A                              |
| Billy the Kid               | Temporada 2 , Episodio 9A        | Grigori Rasputín          | Temporada 2 , Episodio 7A                                         | Louis Armstrong         | Temporada 2 , Episodio 1B       | Thomas Jefferson     | Temporada 2 , Episodio 2B                              |
| Charles Earl Bowles         | Temporada 2 , Episodio 7A        | Harry Houdini             | Temporada 1 , Episodio 15A                                        | Louis Pasteur           | Temporada 2 , Episodio 7A       | Thomas Paine         | Temporada 2 , Episodio 9B                              |
| Buffalo Bill                | Temporada 1 , Episodio 12B       | Hernando de Soto          | Temporada 2 , Episodio 3B                                         | Ludwig van Beethoven    | Temporada 1 , Episodios 6A y 9B | William Clark        | Temporada 1 , Episodio 11B                             |
| Hombre de las cavernas      | Temporada 1 , Episodio 14A       | Henry Morton Stanley      | Temporada 2 , Episodio 7A                                         | Mahatma Gandhi          | Temporada 1 , Episodio 15B      | William Howard Taft  | Temporada 2 , Episodio 6A                              |
| Cristóbal Colón             | Temporada 2 , Episodio 11B       | Isaac Newton              | Temporada 1 , Episodio 14A                                        | Marie Curie             | Temporada 2 , Episodio 7A       | William Shakespeare  | Temporada 2 , Episodio 7B                              |
| Cleopatra                   | Temporada 1 , Episodios 7B y 13B | Iván IV de Rusia          | Temporada 1 , Episodio 12A                                        | Meriwether Lewis        | Temporada 1 , Episodio 11B      | Winston Churchill    | Temporada 1 , Episodio 10A                             |
| Cleopatra                   | Temporada 1 , Episodios 7B y 13B | Jack el Destripador       | Temporada 2 , Episodio 7A                                         | Moctezuma Xocoyotzin    | Temporada 2 , Episodio 5B       | Woodrow Wilson       | Temporada 2 , Episodio 6A                              |
| Confucio                    | Temporada 1 , Episodio 2B        | James Buchanan            | Temporada 2 , Episodio 6A                                         | La Gioconda             | Temporada 1 , Episodio 3B       | Hermanos Wright      | Temporada 1 , Episodio 7A                              |
| David Livingstone           | Temporada 2 , Episodio 3B        | James Schoolcraft Sherman | Temporada 2 , Episodio 6A                                         | Napoleón Bonaparte      | Temporada 1 , Episodio 2A       | Zachary Taylor       | Temporada 2 , Episodio 6A                              |
| Davy Crockett               | Temporada 2 , Episodio 4B        | Juana de Arco             | Temporada 2 , Episodio 10A                                        | Nicolás Copérnico       | Temporada 1 , Episodio 7C       | Zachary Taylor       | Temporada 2 , Episodio 6A                              |
| Devil Anse Hatfield         | Temporada 1 , Episodio 15B       | Johannes Gutenberg        | Temporada 2 , Episodio 10A                                        | Nostradamus             | Temporada 1 , Episodio 7A       | Zachary Taylor       | Temporada 2 , Episodio 6A                              |

## Reparto
| Personaje               | Actor de voz | Doblaje Latinoamérica | Doblaje España          |
| ----------------------- | ------------ | --------------------- | ----------------------- |
| Otto Osworth            | Pamela Adlon | Diego Ángeles         | Antón Palomar           |
| Oficial Buck Tuddrussel | Rob Paulsen  | Víctor Hugo Aguilar   | Juan Martín Goirizelaia |
| Lawrence "Larry" 3000   | Mark Hamill  | José Antonio Macías   | Héctor Cantolla         |

## Episodios
| Temporada | Episodios | Emitido originalmente | Emitido originalmente   |
| Temporada | Episodios | Primera emisión       | Última emisión          |
| --------- | --------- | --------------------- | ----------------------- |
| 1         | 13        | 8 de junio de 2001    | 26 de octubre de 2001   |
| 2         | 13        | 1 de febrero de 2002  | 26 de noviembre de 2003 |

Nota : Todos los episodios fueron dirigidos por el creador de la serie Dave Wasson , aunque Larry Leichliter codirigió "Keepin' It Real with Sitting Bull", "A Thrilla at Attila's", "Pasteur's Packs O' Punch", "Love at First Flight", "Child's Play", "Father Figure of Our Country" y "Floral Patton".
Temporada 1 (2001)
| # | Título                                | Títulos del Hispanico                      | Escrito por                                | Fecha de emisión original |
| --- | ------------------------------------- | ------------------------------------------ | ------------------------------------------ | ------------------------- |
| 1a | Eli Whitney's Flesh Eating Mistake    | Comiendo carne por error                   | Dave Wasson y Carlos Ramos                 | 8 de junio de 2001        |
| Mientras buscan a Eli Whitney (que está construyendo robots devoradores de carne en lugar de la desmotadora de algodón ), el policía del tiempo Buck Tuddrussel y su compañero robot Larry 3000 terminan en un orfanato en 2001, donde conocen a un huérfano aficionado a la historia llamado Otto Osworth. Lo alejan de la monja abusiva, la hermana Thornley, para completar su misión. |                                       |                                            |                                            |                           |
| 1b | Never Look a Trojan in the Gift Horse | A caballo regalado no se le ve el colmillo | Carlos Ramos, Dave Wasson y Michael Karnow | 8 de junio de 2001        |
| El escuadrón del tiempo viaja a la época de la Guerra de Troya , donde se celebra el cumpleaños del rey de Troya . El ejército griego lleva el Caballo de Troya a las festividades, pero no se da cuenta de que no se trata de un regalo real, sino de una trampa. Irónicamente, su actitud equivocada es exactamente lo que derrota a Troya. |                                       |                                            |                                            |                           |
| 2a | Napoleon the Conquered                | Napoleón el conquistado                    | Dave Wasson y Carlos Ramos                 | 15 de junio de 2001       |
| El Escuadrón del Tiempo termina en la Francia del siglo XVIII, donde Josefina Bonaparte está dominando al diminuto Napoleón , quien es demasiado cobarde para detenerla. Depende del Escuadrón del Tiempo hacer que Napoleón se enfrente a su esposa para que pueda convertirse en el mayor emperador de Francia . Irónicamente, la próxima pelea de Napoleón es la Batalla de Waterloo , aunque Otto simplemente la descarta. |                                       |                                            |                                            |                           |
| 2b | Confucius Say... Way Too Much         | Confucio confuso                           | Carlos Ramos, Dave Wasson y Michael Karnow | 15 de junio de 2001       |
| El equipo del tiempo es enviado para ayudar al filósofo chino Confucio . Resulta que Confucio está cumpliendo con su deber histórico al idear ingeniosos aforismos. Desafortunadamente, los usa como conclusiones de novelas extremadamente largas y aburridas que nadie lee. Otto le da a Confucio una sugerencia para acortar sus conclusiones para ayudar a atraer clientes. |                                       |                                            |                                            |                           |
| 3a | The Island of Doctor Freud            | El arca del Dr. Freud                      | Dave Wasson y Carlos Ramos                 | 22 de junio de 2001       |
| El Escuadrón del Tiempo debe convencer al Dr. Sigmund Freud de que deje de hipnotizar a sus pacientes para que actúen como animales y que, en su lugar, le pida que analice sus sueños. Para empeorar las cosas, Freud hace creer a Tuddrussel que es un pollo. |                                       |                                            |                                            |                           |
| 3b | Daddio Da Vinci                       | Rebelde Da Vinci                           | Carlos Ramos, Dave Wasson y Michael Karnow | 22 de junio de 2001       |
| El equipo del tiempo se encuentra con el artista, científico e inventor Leonardo da Vinci , que ahora es un beatnik. Finalmente, lo inspiran a convertirse en pintor nuevamente cuando le presentan a una joven camarera con una sonrisa muy misteriosa y familiar . |                                       |                                            |                                            |                           |
| 4a | To Hail with Caesar                   | Salve O César                              | Carlos Ramos, Dave Wasson y Michael Karnow | 29 de junio de 2001       |
| El Escuadrón del Tiempo viaja a la Antigua Roma para reconstruir la frágil ciudad de Roma para Julio César . Cuando la misión se completa, Tuddrussel es aclamado como el nuevo líder y desafía a César a un combate de gladiadores. Otto debe entrenar a César para derrocar a Tuddrussel enseñándole karate. |                                       |                                            |                                            |                           |
| 4b | Robin' and Stealin' With Mr. Hood     | Robín Hood era ladrón                      | Carlos Ramos, Dave Wasson y Michael Karnow | 29 de junio de 2001       |
| El Escuadrón del Tiempo visita a Robin Hood , quien ahora roba a los pobres y les da a los ricos en lugar de lo contrario. Por eso Otto debe enseñarle a Robin a seguir la historia correctamente, mostrándole que robar a los ricos para dárselo a los pobres es beneficioso para ellos, aunque los campesinos sean groseros e irrespetuosos. |                                       |                                            |                                            |                           |
| 5a | Dishonest Abe                         | El deshonesto Abe                          | Carlos Ramos, Dave Wasson y Michael Karnow | 6 de julio de 2001        |
| Abraham Lincoln se cansa de ser el ciudadano honrado "Honest Abe" y comienza a hacerle bromas a la gente. Cuando Tuddrussel se suma a la diversión, Larry y Otto deben darles a él y a Abe una probada de su propia medicina. |                                       |                                            |                                            |                           |
| 5b | Blackbeard, Warm Heart                | BarbaNegra, Corazón tierno                 | Carlos Ramos, Dave Wasson y Michael Karnow | 6 de julio de 2001        |
| El Escuadrón del Tiempo se remonta a la Edad de Oro de la Piratería , donde Barbanegra estaba más preocupada por salvar el medio ambiente que por saquear y pillaje. El Escuadrón del Tiempo tiene un compromiso con Barbanegra: todavía puede ayudar a salvar el medio ambiente, siempre y cuando saquee y pille para recaudar fondos. |                                       |                                            |                                            |                           |
| 6a | Ludwig van Bone-Crusher               | Ludwig Van rompe huesos                    | Michael Karnow, Dave Wasson y Carlos Ramos | 13 de julio de 2001       |
| El escuadrón del tiempo es enviado a la época del gran músico Ludwig van Beethoven , que ahora es un luchador profesional que lucha contra otros músicos clásicos convertidos en luchadores. Tuddrussel desafía a Beethoven a un combate para preservar la dignidad de la lucha libre profesional. Cuando Tuddrussel se ve atrapado en un combate sin esperanza, Otto usa la estación de radio de Larry para que Beethoven escuche una de sus futuras obras maestras , lo que lo ayuda a ver el error de sus caminos.                       |                                       |                                            |                                            |                           |
| 6b | Tea Time For Time Squad               | Hora del Té para el Escuadrón del Tiempo   | Dave Wasson, Michael Karnow y Carlos Ramos | 13 de julio de 2001       |
| Larry está encantado de descubrir que en lugar de organizar el Boston Tea Party , los Hijos de la Libertad están celebrando civilizadas fiestas de té. Tuddrussel y Otto tienen que convencerlos de que abandonen la bebida colonial gravada con impuestos excesivos por el bien de toda América . Para ello, deben utilizar café, lo que hace que los Hijos de la Libertad actúen igual que Tuddrussel, para gran disgusto de Larry. |                                       |                                            |                                            |                           |
| 7a | If It's Wright, It's Wrong            | Los hermanos ingenio                       | Carlos Ramos y Dave Wasson                 | 20 de julio de 2001       |
| Otto se entera de que antes de unirse a él, Larry y Tuddrussel fracasaron en muchas misiones, como Nostradamus , Lady Godiva y Benjamin Franklin . El Escuadrón del Tiempo luego se ocupa de los hermanos Wright , que son especialistas incompetentes en lugar de construir el primer avión . Tuddrussel los obliga a seguir la historia correctamente al quedarse en su almacén toda la noche para hacerlo. |                                       |                                            |                                            |                           |
| 7b | Recruitment Ad                        | Reclutamiento                              | Michael Karnow, Carlos Ramos y Dave Wasson | 20 de julio de 2001       |
| Una pieza corta que publicita la emoción de ser un policía del tiempo. |                                       |                                            |                                            |                           |
| 7c | Killing Time                          | Matando el tiempo                          | Michael Karnow, Carlos Ramos y Dave Wasson | 20 de julio de 2001       |
| El Escuadrón del Tiempo termina una misión relativamente fácil: ayudar a Nicolás Copérnico a convertirse en astrónomo en lugar de granjero, pero la tripulación termina esperando hasta que Larry pueda reiniciar su software de viajes en el tiempo para poder volver a casa. Cuando finalmente se van, Copérnico intenta detenerlos y les pregunta qué es el sol. |                                       |                                            |                                            |                           |
| 8a | Big Al's Big Secret                   | Un gran secreto                            | Michael Karnow, Carlos Ramos y Dave Wasson | 29 de junio de 2001       |
| El equipo del tiempo viaja a 1945, donde Albert Einstein es ahora un impetuoso vendedor de coches en Texas llamado "Big Al" en lugar de ser un científico. Otto, que ama a Einstein, queda devastado cuando ve al genio disfrazando su inteligencia, lo que finalmente provoca un cambio de actitud en "Big Al". |                                       |                                            |                                            |                           |
| 8b | Larry Upgrade                         | Larry se actualiza                         | Michael Karnow, Carlos Ramos y Dave Wasson | 29 de junio de 2001       |
| Después de discutir con Tuddrussel sobre el exceso de trabajo y la falta de reconocimiento, Larry intenta ascender de categoría, pero accidentalmente lo degradan. Se vuelve subordinado a Tuddrussel y no le sirve más que hamburguesas. Afortunadamente, Otto descubre cómo hacer que Larry vuelva a ser el mismo de antes y lo asciende de categoría. Sin embargo, Tuddrussel lo desmantela en un ataque de estupidez. |                                       |                                            |                                            |                           |
| 9a | Betsy Ross Flies Her Freak Flag       | Betsy Ross ondea su bandera                | Michael Karnow, Dave Wasson y Carlos Ramos | 31 de agosto de 2001      |
| El Escuadrón del Tiempo recibe un informe de George Washington , cuyas tropas están con Betsy Ross en su granja hippie al estilo de Woodstock . La pacífica Ross está impidiendo la Revolución Americana con sus protestas. Sin embargo, los Hijos de la Libertad ayudan llevándoles café y consiguiendo que se unan a la causa de Washington. Ross ve el error de sus métodos y crea la primera bandera estadounidense . |                                       |                                            |                                            |                           |
| 9b | Every Poe Has a Silver Lining         | Después de la tormenta viene la calma      | Michael Karnow, Dave Wasson y Carlos Ramos | 31 de agosto de 2001      |
| El escuadrón del tiempo descubre que el famoso escritor de terror Edgar Allan Poe es ahora un autor de libros infantiles excesivamente alegre y debe recordarle lo horrible que es realmente el mundo. Solo insultando su cocina logran finalmente quebrar su espíritu y convertirlo en el maestro de lo macabro que se supone que es. |                                       |                                            |                                            |                           |
| 10a | The Prime Minister Has No Clothes     | Un primer ministro indecente               | Michael Karnow, Dave Wasson y Carlos Ramos | 5 de octubre de 2001      |
| Winston Churchill, el primer ministro que dirigió a Inglaterra durante la Segunda Guerra Mundial, está haciendo que todos se desnuden, incluidos Larry, Franklin D. Roosevelt y Iósif Stalin. Churchill finalmente cambia de opinión después de ver un video de su gran trasero desnudo que Larry filmó. |                                       |                                            |                                            |                           |
| 10b | Nutorius                              | Maniático                                  | Michael Karnow, Dave Wasson y Carlos Ramos | 5 de octubre de 2001      |
| El Escuadrón del Tiempo se remonta a la época de George Washington Carver , quien en realidad está haciendo lo que lo hizo famoso: aprovechar el maní. Por lo tanto, es extraño que tengan que ir allí. El problema surge cuando su malvado hermano gemelo Todd Washington Carver intenta hacer que George quede mal. El Escuadrón del Tiempo recibe ayuda inesperada en forma de mantequilla de maní . |                                       |                                            |                                            |                           |
| 11a | 'Kubla Khan't'                        | Kubla Khant                                | Michael Karnow, Dave Wasson y Carlos Ramos | 12 de octubre de 2001     |
| El Escuadrón del Tiempo intenta reformar a Kublai Khan , que ahora es un coleccionista de cómics. Tuddrussel intenta lidiar con Khan él mismo rompiendo sus cómics, pero eso lo lleva a ser sentenciado a muerte. Larry y Otto no pueden sacar a Tuddrussel legalmente, por lo que Larry pide refuerzos en forma de la exesposa de Tuddrussel, Sheila Sternwell (una policía del tiempo más competente) y su compañero robot XJ5. |                                       |                                            |                                            |                           |
| 11b | Lewis & Clark & Larry                 | Un verdadero mal tercio                    | Michael Karnow, Dave Wasson y Carlos Ramos | 12 de octubre de 2001     |
| El Escuadrón del Tiempo regresa a la era de la Expedición Lewis y Clark , donde el dúo de exploradores se separó después de una discusión. Mientras Lewis se divierte explorando con Larry, Tuddrussel y Otto encuentran a Clark y se convierten en sus compañeros de exploración. Sin embargo, Clark se da cuenta de que está perdido sin Lewis para leer los mapas correctamente. Cuando se encuentran, Clark se pone celoso de que Larry sea su nuevo compañero de viaje y le ruega a Lewis que lo acepte de regreso, lo que Lewis hace. |                                       |                                            |                                            |                           |
| 12a | Ivan the Untrainable                  | Iván el Can                                | Michael Karnow, Dave Wasson y Carlos Ramos | 19 de octubre de 2001     |
| Después de una misión para persuadir al bárbaro rey ruso Iván el Terrible de que no patine sobre hielo, Tuddrussel lleva a Iván de vuelta al satélite y lo tiene como mascota (ya que actúa como tal), para gran disgusto de Larry. Finalmente, Larry se cansa y obliga a Tuddrussel a devolver a Iván de inmediato. |                                       |                                            |                                            |                           |
| 12b | Where the Buffalo Bill Roams          | La Locura de Buffalo Bill                  | Michael Karnow, Dave Wasson y Carlos Ramos | 19 de octubre de 2001     |
| En lugar de ayudar a formar el Pony Express , Buffalo Bill es ahora un loco teórico de la conspiración con su propia revista sensacionalista que nadie lee. Otto lo engaña para que siga la historia al convencerlo de entregar su revista conspirativa a todos mientras reparte su correo. |                                       |                                            |                                            |                           |
| 13a | Houdini Whodunit?!                    | Houdini Se Escapa                          | Michael Karnow, Dave Wasson y Carlos Ramos | 26 de octubre de 2001     |
| Después de perder un juego de realidad virtual que involucraba al malvado George Washington, el Escuadrón del Tiempo se embarca en una misión para detener al mago Harry Houdini , quien está usando sus ilusiones para cometer crímenes. |                                       |                                            |                                            |                           |
| 13b | Feud for Thought                      | Enemigos a La Fuerza                       | Michael Karnow, Dave Wasson y Carlos Ramos | 26 de octubre de 2001     |
| Después de que Larry se enfrenta a Tuddrussel, el Escuadrón del Tiempo regresa a la época de los Hatfield y los McCoy, donde los McCoy se niegan a luchar. El aliento de Larry para mantener la paz no ayuda. Otto alienta a Tuddrussel a que le pague usando bromas para destrozar ambas propiedades. Esto hace que la infame disputa continúe. |                                       |                                            |                                            |                           |

Temporada 2 (2002-2003)
| # | Título                            | Títulos del Hispanico          | Escrito por                                | Fecha de emisión original |
| --- | --------------------------------- | ------------------------------ | ------------------------------------------ | ------------------------- |
| 1a | A Sandwich by Any Other Name      | Un Sándwich muy especial       | Carlos Ramos, Dave Wasson y Michael Karnow | 1 de febrero de 2002      |
| El conde de Sandwich le da a su creación comestible el terrible nombre de "Pila apestosa de caca" (el apellido de soltera de su madre) y se la presenta al juez de un concurso de comida, que ni siquiera la prueba. Tuddrussel y Otto trabajan con el conde de Sandwich para promocionar su comida, lo que no sale bien. Mientras tanto, los soufflés de Larry se convierten en una sensación por la que ha estado consiguiendo muchas ofertas abrumadoras. El escuadrón del tiempo finalmente consigue que el sándwich circule, pero solo gracias a que Otto le pone nombre.                             |                                   |                                |                                            |                           |
| 1b | Shop Like an Egyptian             | Tragedia Egipcia               | Carlos Ramos, Dave Wasson y Michael Karnow | 1 de febrero de 2002      |
| La misión de evitar que Cleopatra convierta las pirámides en un centro comercial se vuelve difícil cuando Tuddrussel se enamora de ella y Larry está ansioso por ayudar con el proyecto. Entonces Otto llama a Julio César, quien (tal como en la historia real) inicia un romance con Cleopatra y la convence de que se concentre en gobernar Egipto. |                                   |                                |                                            |                           |
| 2a | Planet of the Flies               | El planeta de las moscas       | Carlos Ramos, Dave Wasson y Michael Karnow | 1 de marzo de 2002        |
| Tuddrussel aplasta una mosca durante una misión para ayudar a los hombres de las cavernas de la Edad de Piedra a descubrir el fuego. Esto provoca un efecto mariposa en el que la Inglaterra medieval es atacada por una mosca gigante y el futuro es gobernado por hombres-mosca (en una parodia de El planeta de los simios ). |                                   |                                |                                            |                           |
| 2b | Keeping It Real with Sitting Bull | Un moderno Toro Sentado        | Carlos Ramos, Dave Wasson y Michael Karnow | 1 de marzo de 2002        |
| El Escuadrón del Tiempo debe lidiar con Toro Sentado , quien quiere festejar con gente más joven después de malinterpretar una visión de sus antepasados. Tuddrussel no ayuda cuando descubre cuánto le gusta Toro Sentado debido a su amor compartido por la fiesta. Otto y Larry engañan a Toro Sentado a tiempo para la Batalla de Little Bighorn . |                                   |                                |                                            |                           |
| 3a | A Thrilla at Attila's             | Attila y su pandilla           | Carlos Ramos, Dave Wasson y Michael Karnow | 5 de abril de 2002        |
| En una parodia de Rashomon , Tuddrussel, Larry y Otto tienen versiones diferentes de su misión de convertir a un cobarde Atila el Huno en un luchador sediento de sangre, y discuten sobre qué versión informar a su jefe. La historia de Otto resulta ser cierta. Sin embargo, Tuddrussel y Larry son oficiales de la Policía del Tiempo y pueden escribir lo que quieran en el informe, lo que significa que pueden omitir la versión de Otto. |                                   |                                |                                            |                           |
| 3b | Cabin Fever                       | Fiebre de cabina               | Carlos Ramos, Dave Wasson y Michael Karnow | 5 de abril de 2002        |
| Después de una misión brutalmente violenta para conseguir que Louis Armstrong toque música jazz en lugar de perforar el centro de la Tierra , el Escuadrón del Tiempo desea que no los llamen a más misiones. Los tres consiguen su deseo, pero pronto se aburren y caen en la locura. Finalmente, Larry descubre por qué no han recibido nuevas misiones en las últimas semanas: Tuddrussel había recargado su cepillo de dientes eléctrico en el enchufe eléctrico de la computadora. |                                   |                                |                                            |                           |
| 4a | Pasteur's Packs O' Punch          | Los sinsabores de Pasteur      | Carlos Ramos, Dave Wasson y Michael Karnow | 26 de abril de 2002       |
| Larry se electrocuta mientras arregla un fusible y experimenta cambios radicales en su personalidad (que incluyen actuar borracho, volverse violento y hacerse pasar por Jerry Lewis ), lo que lleva al Escuadrón del Tiempo a retroceder a la época de Louis Pasteur , quien está haciendo bebidas de frutas al estilo Kool-Aid en lugar de inventar la leche pasteurizada. Para darle una lección a Pasteur, Otto inspira a Marie Curie a hacer paletas de frutas, que son un éxito aún mayor. |                                   |                                |                                            |                           |
| 4b | Floundering Fathers               | Singulares Padres de la Patria | Carlos Ramos, Dave Wasson y Michael Karnow | 26 de abril de 2002       |
| Otto se resfría durante la misión del Escuadrón del Tiempo para conseguir que Karl Marx escriba el Manifiesto Comunista en lugar de construir el iglú más grande del mundo. Sin la ayuda de Otto, Tuddrussel y Larry deben completar una misión para conseguir que Benjamin Franklin ayude a escribir la Declaración de Independencia . En sus diversos intentos, Tuddrussel golpea a John Adams , Thomas Jefferson y Benjamin Rush , Larry ayuda a Franklin a inventar la bombilla y todos discuten sobre cómo debería empezar la Declaración de Independencia. Un Otto enfermo es traído para ayudarlos. |                                   |                                |                                            |                           |
| 5a | The Clownfather                   | Don Payasone                   | Carlos Ramos, Dave Wasson y Michael Karnow | 10 de mayo de 2002        |
| El escuadrón del tiempo viaja a la década de 1920, donde el gánster Al Capone , que tuvo una experiencia traumática en su infancia con un payaso terrible, se ha convertido a sí mismo y a todos sus secuaces en payasos. Otto, Tuddrussel y Larry son confundidos con tres de los secuaces de Capone. Después de un desastroso concierto en una fiesta de cumpleaños, Otto le muestra a Capone que los payasos a los que obligó a dejar el trabajo ahora están tratando de dirigir su imperio criminal con resultados desastrosos.                                                                        |                                   |                                |                                            |                           |
| 5b | Hate and Let Hate                 | Odia y deja odiar              | Carlos Ramos, Dave Wasson y Michael Karnow | 10 de mayo de 2002        |
| Larry y Tuddrussel comienzan una disputa y no se dan cuenta de que han dejado a Otto en una isla desierta después de una misión para convencer a Hernando de Soto de que no construya un resort cuando debería estar creando una colonia en Cuba. Mientras Otto intenta desesperadamente sobrevivir, Larry y Tuddrussel se aíslan entre sí, solo para experimentar con los pasatiempos del otro y llegar a un entendimiento. Regresan para salvar a Otto de un grupo de mandriles . |                                   |                                |                                            |                           |
| 6a | Love at First Flight              | Amor a primera vista           | Carlos Ramos, Dave Wasson y Michael Karnow | 17 de mayo de 2002        |
| Otto celebra su cumpleaños en el satélite donde Tuddrussel le da su propio traje de policía del tiempo. Deben retroceder en el tiempo para curar a Amelia Earhart, una misófoba, para que pueda convertirse en la primera mujer piloto en volar sola a través del Océano Atlántico. Las maneras descuidadas de Tuddrussel la "curan", pero ella y Otto se vuelven como él. Tuddrussel corrige su error cuando Earhart dice que quiere casarse con él. |                                   |                                |                                            |                           |
| 6b | Forget the Alamo                  | Abajo el Álamo                 | Carlos Ramos, Dave Wasson y Michael Karnow | 17 de mayo de 2002        |
| El Escuadrón del Tiempo es enviado a la Batalla del Álamo , donde todos los presentes, incluido Jeremías, el antepasado de Tuddrussel, están organizando una fiesta para las fuerzas mexicanas en lugar de defenderse. Cuando Larry se niega a cooperar al ayudar mal con las decoraciones de la fiesta, Otto y Tuddrussel deben salvar la misión. Después de que la fiesta termina en una batalla, Jeremías y los demás culpan a Larry por ello y defienden el Álamo. |                                   |                                |                                            |                           |
| 7a | Repeat Offender                   | Delincuentes reincidentes      | Carlos Ramos, Dave Wasson y Michael Karnow | 7 de junio de 2002        |
| Tuddrussel le muestra a Otto una cárcel donde mantienen a sus reincidentes, como Mahatma Gandhi , que quiere bailar claqué en lugar de liderar el movimiento de independencia de la India . Para la última misión de Time Squad, Barbanegra ha vuelto al ecologismo. Barbanegra escapa a la Antigua Grecia, donde deben convencer a Sócrates de que sea un filósofo en lugar de un entrenador de fitness. Después de capturar a Barbanegra, lo ponen en una celda adyacente a Gandhi, quien se burla de él tirando de la cadena del inodoro.                                                               |                                   |                                |                                            |                           |
| 7b | Ladies and Gentlemen, Monty Zuma  | El emperador MonteZuma         | Carlos Ramos, Dave Wasson y Michael Karnow | 7 de junio de 2002        |
| Después de que Tuddrussel hiere los sentimientos de Larry en su propia exposición de arte, Otto intenta enseñarle a ser más sensible mientras se embarcan en una misión para impedir que el emperador azteca Moctezuma realice monólogos cómicos. Los esfuerzos de sensibilidad de Tuddrussel y la falta de aprecio de Larry conducen a un concurso de insultos entre los dos que conquista a la audiencia. |                                   |                                |                                            |                           |
| 8a | Whitehouse Weirdness              | Fantasmas en la Casa Blanca    | Carlos Ramos, Dave Wasson y Michael Karnow | 14 de junio de 2002       |
| En una parodia de Scooby-Doo, ¿dónde estás?, el Escuadrón del Tiempo se encuentra con el presidente William Howard Taft . Los rumores de que la Casa Blanca está embrujada por fantasmas de ex comandantes en jefe impiden que Woodrow Wilson se presente a la presidencia. Otto, Larry y Tuddrussel investigan y luchan contra un zombi, Zachary Taylor , un vampiro, Benjamin Harrison y un James Buchanan con aires de Frankenstein , y descubren el complot de Taft que hace que lo arresten. |                                   |                                |                                            |                           |
| 8b | Nobel Peace Surprise              | Un extraño premio Nobel        | Carlos Ramos, Dave Wasson y Michael Karnow | 14 de junio de 2002       |
| El Escuadrón del Tiempo se embarca en una misión para evitar que Alfred Nobel entregue Premios Nobel de la Paz a personas que cometen actos malvados y pronto reciben la ayuda de Sheila y XJ5. Esto conduce a un enfrentamiento con Alfred Nobel y sus aliados Black Bart , Jack el Destripador , Lizzie Borden , Grigori Rasputin y la Vaca de la Sra. O'Leary . Otto convence a Nobel de que entregue sus premios a personas que hacen el bien. |                                   |                                |                                            |                           |
| 9a | Out with the In Crowd             | Vacaciones en África           | Carlos Ramos, Dave Wasson y Michael Karnow | 8 de noviembre de 2002    |
| El Escuadrón del Tiempo se va de vacaciones en lugar de salvar a Henry Morton Stanley de los caníbales cuando va a buscar a David Livingstone . Esto impulsa a JT Lazer y Lance 9 Trillion, una tripulación de élite pero arrogante del Escuadrón del Tiempo que son ídolos para Larry y Tuddrussel, a terminar el trabajo. Lazer y Lance usan al Escuadrón del Tiempo como cebo para los caníbales y salvan a Henry. Otto le dice a Tuddrussel y Larry, que no se dan cuenta, que Lazer y Lance se llevarán el crédito por la misión.                                                                     |                                   |                                |                                            |                           |
| 9b | Child's Play                      | Juego de Niños                 | Carlos Ramos, Dave Wasson y Michael Karnow | 8 de noviembre de 2002    |
| En este episodio autorreferencial, el Time Squad conoce a William Shakespeare , que ahora está haciendo obras para niños y encuentra inspiración para crear una nueva obra con el equipo del Time Squad. Larry actúa como censor y Tuddrussel está demasiado ocupado pensando en un nuevo eslogan como para hacer algo al respecto. Finalmente, Otto convence a Shakespeare de hacer obras para todas las edades. |                                   |                                |                                            |                           |
| 10a | Day of the Larrys                 | El día de los Larrys           | Carlos Ramos, Dave Wasson y Michael Karnow | 21 de marzo de 2003       |
| Cansado de tener que hacer las tareas domésticas, Larry usa su habitación llena de piezas de repuesto para crear un clon de sí mismo. Esto desencadena una reacción en cadena que lleva a una plétora de Larry 3000, que convierten el satélite en un complejo turístico. |                                   |                                |                                            |                           |
| 10b | Old Timers Squad                  | Un senil escuadrón             | Carlos Ramos, Dave Wasson y Michael Karnow | 21 de marzo de 2003       |
| Larry, Otto y Tuddrussel se vuelven adictos a una telenovela de mala calidad de los años 80. Antes de descubrir uno de los grandes secretos del programa, el Escuadrón del Tiempo debe retroceder en el tiempo para obligar a Samuel Morse a inventar el código Morse . La tripulación se lleva una sorpresa cuando aparece otro Escuadrón del Tiempo formado por versiones mayores de ellos mismos. |                                   |                                |                                            |                           |
| 11a | Billy the Baby                    | Billy él bebe                  | Carlos Ramos, Dave Wasson y Michael Karnow | 28 de marzo de 2003       |
| El Escuadrón del Tiempo se encuentra con Billy the Kid , que actúa literalmente como un niño (lleva un pañal y un babero y lleva consigo un sonajero), lo que lo convierte en un delincuente inútil. El Escuadrón del Tiempo se convierte en delincuentes para enseñarle a Billy the Kid cómo ser un verdadero criminal, y terminan siendo perseguidos por un sheriff al estilo de Clint Eastwood . |                                   |                                |                                            |                           |
| 11b | Father Figure of our Country      | Que Padre tan Padre en un País | Carlos Ramos, Dave Wasson y Michael Karnow | 28 de marzo de 2003       |
| El Escuadrón del Tiempo viaja al pasado para ayudar a George Washington , que está harto de ser famoso y quiere ser padre. Otto cumple felizmente el papel de hijo de Washington y, mientras Tuddrussell intenta recuperar a Otto, Larry está demasiado ocupado comprando en la América colonial como para intervenir. Durante los créditos finales, hay un crédito especial que dice: "Misión SK77: Billy el Bebé está dedicada a Sergio Leone y al gran Tex Avery ". |                                   |                                |                                            |                           |
| 12a | Ex Marks the Spot                 | Los viejos tiempos             | Carlos Ramos, Dave Wasson y Michael Karnow | 4 de abril de 2003        |
| Los caminos de las unidades de Tuddrussel y Sheila se vuelven a encontrar cuando sus misiones, Juana de Arco y Johannes Gutenberg, intercambian sus papeles. Poco después, Tuddrussel y Sheila comienzan a enamorarse de nuevo, lo que hace que Larry se preocupe de que Tuddrussel pueda abandonarlo. |                                   |                                |                                            |                           |
| 12b | Horse of Horrors                  | Un potro de tortura            | Carlos Ramos, Dave Wasson y Michael Karnow | 4 de abril de 2003        |
| El Escuadrón del Tiempo viaja al pasado para ayudar a Paul Revere a superar su miedo a los caballos para que pueda hacer su Cabalgata de Medianoche y advertir a los habitantes de Concord y Lexington que los británicos están llegando. Descubren que Revere había sufrido un trauma infantil porque su primer caballo era histérico y despiadado. El Escuadrón del Tiempo va a buscar a Sigmund Freud, quien hipnotiza a Revere para que se convierta en un caballo y juntos hacen la Cabalgata de Medianoche.                                                                                          |                                   |                                |                                            |                           |
| 13a | Floral Patton                     | Un general muy floral          | Carlos Ramos, Dave Wasson y Michael Karnow | 26 de noviembre de 2003   |
| El Escuadrón del Tiempo retrocede en el tiempo para encontrar al general George S. Patton dirigiendo una floristería, y recluta al Escuadrón del Tiempo para luchar contra una floristería rival (réplica). El Escuadrón del Tiempo debe convencer a Patton de que ponga fin a su negocio y se dirija a Europa para luchar en la Segunda Guerra Mundial . Esto sucede cuando los clientes compran todas las plantas de la tienda de Patton. |                                   |                                |                                            |                           |
| 13b | Orphan Substitute                 | Un huérfano Sustituto          | Carlos Ramos, Dave Wasson y Michael Karnow | 26 de noviembre de 2003   |
| En 2002, durante una misión para que el presidente George W. Bush se olvide de construir la bola de cordel más grande del mundo, la hermana Thornley lleva a Otto de regreso al orfanato. Sin Otto, Larry y Tuddrussel fracasan en una misión centrada en Cristóbal Colón , quien está trabajando como vendedor de perritos calientes en lugar de descubrir las Américas. Larry y Tuddrussel buscan sin éxito huérfanos de reemplazo del pasado, pero finalmente regresan al orfanato para rescatar a Otto.                                                                                                |                                   |                                |                                            |                           |

## Premios
- Año 2001: Premios Annie:[3]
  - Logro excepcional en un horario de noche o fines de la producción de televisión animadas.

- - Outstanding Individual Achievement for Production Design in an Animated Television Production Pendiente logros individuales para la producción de animación en un diseño de producción de televisión Tim Biskup.
  - Outstanding Individual Achievement for Voice Acting by a Female Performer in an Animated Television Production por voz de actuación femenina por un artista en una producción de televisión animados Pamela Adlon a la voz de "Otto" por episodio "Eli Whitney's Flesh Eating Mistake".

- Año 2002: Premios Annie:[4]
  - Pendiente de caracteres animados en un diseño de producción de televisión Alex Kirwan por episodio de "Mission JX4435:Clown Squad".

- - Producción de diseño en una animada producción de televisión David Wasson por episodio de "Mission L4439: Keepin' It Real With Sitting Bull".